# LY-341,495
LY-341,495 je istraživački lek koji deluje kao potentan i selektivan ortosterni antagonist za grupu II metabotropnih glutamatnih receptora (2/3).
On se koristi u nekoliko oblasti naučnih istraživanja. On pokazuje antidepresivno dejstvo u životinjskim modelima, gde povećava dejstvo halucinogenih lekova, i povećava analgetičko dejstvo μ-opioidnih agonista, kao i modulaciju funkcija dopaminskog receptora.
1-fluorociklopropanski analog ima superiorni farmakokinetički profil i sličan mGluR2/3 afinitet. Prolek u obliku heptil estra ima poboljšanu bioadostupnost.